# Santa Cecília (bairro de São Paulo)
Santa Cecília é um bairro situado zona central do município de São Paulo pertencente ao distrito homônimo de Santa Cecília e administrado pela Subprefeitura da Sé. Juntamente com Campos Elíseos, foi um dos primeiros loteamentos de alto padrão do município, onde se fixaram vários dos antigos fazendeiros do café, oligarcas representandes da Política do café com leite.

## História
O bairro de Santa Cecília é uma das regiões mais antigas de São Paulo, surgindo no início do século XVII. Assim como os bairros de Sé, Pinheiros e Penha, Santa Cecília era amplamente conhecida em todo o estado e originalmente povoada por portugueses, indígenas e alguns poucos imigrantes, que viviam em chácaras e lotes. A origem do nome do bairro está ligada à padroeira Santa Cecília, a quem foi dedicada uma igreja, marcando a forte influência religiosa e cultural na área.
No final do século XIX, Santa Cecília começou a atrair imigrantes, principalmente italianos e judeus, que contribuíram significativamente para a formação multicultural do bairro. Por volta de 1880, a área foi loteada e, nas décadas seguintes, tornou-se um refúgio da elite paulistana, incluindo barões e fazendeiros de café, que estabeleceram suas residências na região.
Este perfil de bairro residencial da elite começou a mudar em 1938, com a inauguração da Estação Júlio Prestes. A nova estação aumentou a circulação de pessoas, táxis e cargas, intensificando a urbanização da região. Durante as décadas de 1940 e 1950, Santa Cecília passou por mudanças urbanísticas significativas, como o alargamento das avenidas Duque de Caxias e Rio Branco, transformando ainda mais o bairro.
Hoje, Santa Cecília pode ser dividida em duas áreas distintas. A região próxima a Higienópolis é arborizada e bem cuidada, enquanto o lado oposto enfrenta problemas de deterioração. A localização privilegiada e os terrenos espaçosos fizeram do bairro um local ideal para as mansões dos fazendeiros que vinham à capital a negócios. A proximidade com a Santa Casa, o principal hospital do município na época, também foi um fator importante para a escolha do local.
A partir da década de 1930, a combinação de eventos como a epidemia de febre amarela, a Grande Depressão e a Revolução de 1930 levou muitos cafeicultores a mudar suas residências para a capital. Essas mudanças resultaram na demolição de muitos casarões, que deram lugar a prédios de apartamentos, em um cenário de especulação imobiliária. Outros casarões, entretanto, foram convertidos em pensões, cortiços e moradias coletivas precárias.
Entre as décadas de 1930 e 1990, outros fatores contribuíram para a decadência progressiva do bairro, como a venda de imóveis por herdeiros desinteressados, o esvaziamento da região central de São Paulo na década de 1970, e a falta de atratividade do bairro para a classe média, devido à ausência de garagens e áreas de lazer nos edifícios construídos nas décadas de 1930 e 1940. A construção do Elevado Presidente João Goulart, o Minhocão, em 1970, sobre partes das avenidas São João e General Olímpio da Silveira, acentuou a decadência da área.
Nos últimos anos, a iniciativa privada tem trabalhado na ocupação e reforma dos casarões e edifícios antigos, aproveitando a infraestrutura de acesso ainda presente, apesar da desvalorização dos imóveis. A proximidade com Higienópolis traz benefícios, mas não confere automaticamente um status de classe média-alta ao bairro. Apenas um núcleo do bairro, próximo à alameda Barros, preserva características das décadas de 1930 e 1940, abrigando ainda alguns casarões e edifícios residenciais ocupados por pessoas de classe média-alta.
Um exemplo notável é o Externato Casa Pia São Vicente de Paulo, situado na antiga Chácara das Palmeiras. A história do bairro está enraizada em locais como este, onde ainda existem casarões de importância histórica. A área onde Santa Cecília e Higienópolis se encontram é um testemunho da história de São Paulo, com um casarão tombado sendo restaurado para abrigar a Escola Internacional de São Paulo.
A chácara, comprada em 1874 por Francisco de Aguiar Barros, tornou-se um ponto central na formação do bairro. Após a morte de Barros, sua esposa Maria Angélica de Sousa Queirós doou parte do terreno para a construção de um colégio para pobres, culminando na criação da capela Casa Pia São Vicente de Paulo, um dos símbolos de Santa Cecília. Este conjunto arquitetônico foi tombado em 2013, reconhecido por sua importância histórica, urbanística e arquitetônica, bem como por seu valor afetivo para a população local.

## Atualidade
O bairro central e histórico de São Paulo, tem passado por um processo de revitalização. Em 2023, foi o mais valorizado da cidade, com aumento no valor do metro quadrado, segundo um levantamento do portal de imóveis QuintoAndar. A região, também conhecida como "Baixo Higienópolis", teve um grande aumento na oferta de serviços, como mercados, academias, farmácias, restaurantes. O bairro é classificado pelo CRECI como "Zona de Valor C", assim como outros bairros da capital como Santana, Tatuapé e Barra Funda.

### Santa Ceciliers
Os “Santa Ceciliers”, como foram apelidados os novos moradores, trouxeram ao bairro novos bares e restaurantes coloridos, com influência de uma cultura mais globalizada e muita MPB. Inclusive, dois dos principais estabelecimentos da região possuem a música como um forte atrativo. Um deles é o Conceição Discos, que mistura a venda de LPs com um restaurante. O outro é o Caracol Bar, um espaço industrial com drinks e DJs convidados que comandam um sistema de som analógico, mostrando a nova cara do bairro e fazendo jus ao nome da padroeira dos músicos, Santa Cecília.
O apelido foi criado pelo jornalista Marcos Candido que viu um grupo de Facebook que reunia moradores da Vila Buarque e Santa Cecília, que à época se chamavam de Cecibus. Notou na rede social diversas coisas que os moradores tinham em comum entre eles: a casa com chão de taco, andavam de bicicleta, possuiam samambaias em suas residências, eram pais de pets (gatos ou cachorros de pequeno porte), além de uma espécie de escambo de discos, móveis e livros. Havia entre eles uma peculiariedade e um espírito de comunidade.
O impacto da reportagem que chamou os moradores “Santa Ceciliers” ao invés de “Cecibus”, foi publicada em janeiro.  Nas semanas seguintes, o Buzzfeed Brasil e o próprio UOL lançaram quiz ou colunas com análises sobre a Santa Cecília. No Carnaval centenas de pessoas foram fantasiadas de Ceciliers.  A indumentária possuia uma samambaia, vestes parecidas com madeira (chão de taco) e/ou uma camiseta do Belchior. Ambulantes vendiam tiaras escritas "Santa Ceciliers" com glitter. Na pandemia foi apresentada uma dissertação na USP sobre os Santa Ceciliers.  A Casa Vogue, revista de decoração da revista Vogue, apresentou um projeto inspirado nos apartamentos Ceciliers (com 75m², o que é até espaçoso). Em resposta, a revista Casa e Jardim também publicou dicas de decoração Cecilier. Até jornais de outros estados publicaram sobre o bairro. Foi aberta uma pousada chamada de Santa Ceciliers” no centro e uma incorporadora passou a vender apartamentos inspirados em Ceciliers, imóveis pequenos e com taco.   Houve a criação de uma cachaça chamada Santa Ceciliers.  Uma reportagem de economia avaliava o impacto do reajuste dos aluguéis no comércio e apartamentos Ceciliers, e o deputado federal Guilherme Boulos fez campanha para a prefeitura com uma samambaia e um vinil na mão em Santa Cecília e Vila Buarque.  Reportagens com dicas sobre como cuidar da própria samambaia. Hoje, a expressão é enraizada.

### Bairro gay, boêmio e hipster
Na rua Canuto do Val, a empresária Lílian Gonçalves planejou fazer uma "calçada da fama" com nomes de artistas. A via concentra bares, restaurantes e karaokês. A empresária é dona de diversos empreendimentos na região, filha de Nelson Gonçalves, foi chamada por reportagens como a "Rainha da Noite"
Nos últimos dois anos, porém, estabelecimentos diferentes chegaram e começam a mudar o perfil do bairro. Em comum, valorizam o trabalho autoral, a economia colaborativa, a simbiose com raízes locais e a conexão com um público que evita produtos de consumo de massa. Desde 2022, ao menos 40 novos endereços gastronômicos abriram suas portas no bairro, e muitos outros, como livrarias e galerias de arte, têm reforçado o papel do bairro como um centro cultural e social.
Santa Cecília também se destaca como um ponto de encontro para a comunidade LGBT, com vários bares e eventos que celebram a diversidade. Com a sua proximidade ao centro de São Paulo e fácil acesso a transporte público, o bairro se tornou um ponto de encontro vital para pessoas que buscam um ambiente onde possam expressar livremente sua identidade. Em um trecho entre a Avenida São João e a Rua das Palmeiras, o bairro abriga três igrejas voltadas para o público LGBT (lésbicas, gays, bissexuais e transexuais) que vive na capital. Essas igrejas defendem que a orientação sexual não configura um pecado, citando passagens bíblicas como a que diz que "Deus não faz acepção de pessoas".
Santa Cecília é frequentemente descrito pelas reportagens de jornais paulistanos como um bairro hipster, atraindo jovens profissionais e artistas e contribuindo para o fenômeno da gentrificação. Isso tem levado a um aumento nos preços dos imóveis e a mudanças no perfil socioeconômico dos moradores.

### Gentrificação
Há duas áreas distintas no bairro, uma próxima ao centro comercial de Higienópolis e outra a cerca ao Minhocão. Os moradores das proximidades do bairro nobre possuem melhor rede de serviços. Já para os moradores próximos do Minhocão, a segurança e a poluição visual e sonora são preocupações constantes.
O Minhocão surgiu na paisagem paulistana em 1971, criado pelo então prefeito biônico Paulo Maluf em meio à ditadura militar. O viaduto, construído sobre a Avenida São João, resultou em degradação do entorno e uma queda vertiginosa do metro quadrado. A desativação de tal elevado foi definida no Plano Diretor de 2016, e em 2018, e uma lei para a criação de um Parque Municipal do Minhocão foi promulgada.
Após controvérsias e atrasos causados pela pandemia e discussões sobre a viabilidade da proposta, críticos ao parque destacam que a ideia imita artificialmente a High Line nova-iorquina e apontam diversas dificuldades logísticas.